# San Giorgio Albanese
San Giorgio Albanese (albanès Mbuzati) és un municipi italià, dins de la província de Cosenza. L'any 2006 tenia 1.650 habitants. És un dels municipis on viu la comunitat arbëreshë. Limita amb els municipis d'Acri, Corigliano Calabro, San Cosmo Albanese i Vaccarizzo Albanese.

## Administració
| Període | Identitat           | Partit        |
| ------- | ------------------- | ------------- |
| 2006-   | Mario Giorgio Scura | Llista cívica |